# Success Will Write Apocalypse Across the Sky
Success Will Write Apocalypse Across the Sky (dt. etwa Erfolg wird die Apokalypse über den Himmel schreiben, kurz SWWAATS) ist eine Deathgrind-Band aus Tampa, Florida (USA). Sie wurde 2006 gegründet und steht momentan bei Nuclear Blast Records unter Vertrag.

## Geschichte
Die beiden Gitarristen Aaron Haines und Ian Sturgill, Sänger John Collett und Bassist Jesse Jolly gründeten die Band Ende 2006, und nahmen bald die vom Paths of Possession-Schlagzeuger Nick Goodyear produzierte EP Subhuman Empire auf, welche sie im Juli 2007 veröffentlichten.
Im Dezember 2007 unterschrieb die Band bei Nuclear Blast einen Plattenvertrag und begann mit dem Songwriting für das Debütalbum. Währenddessen änderte sich auch die Bandbesetzung: Jen Muse (Keyboard) und Chris Woodall (Bass) stießen zur Band, doch noch vor den Aufnahmen verließen Woodall und Schlagzeuger Mike Petrak die Band wieder. Matt Simpson (Bass) und Mike Heller (Schlagzeug) ersetzten die beiden. In dieser Besetzung spielten sie das Debütalbum The Grand Partition and the Abrogation of Idolatry ein, das bereits Mitte 2008 von dem ehemaligen Death-, Obituary- und Testament-Gitarristen James Murphy fertig produziert ist, jedoch erst im April 2009 veröffentlicht wird. Schlagzeuger J.R. Daniels löste schließlich noch den nur für die Albumaufnahmen eingesprungenen Mike Heller ab.

## Stil
Die Texte der Band behandeln nihilistische Themen und die Thematik des Hasses. Auffällig bei den Songs ist die Wahl der jeweiligen Titel. Es handelt sich nicht selten um recht lange Titel, die auf den ersten Blick nicht viel Sinn ergeben ("Of Worms, Jesus Christ, and Jackson County Missouri", zu deutsch: "Von Würmern, Jesus Christus und Jackson County Missouri").
Die Musik bewegt sich zwischen Death Metal und Grindcore, kann also dem sogenannten Deathgrind zugeordnet werden. Die Band setzt auf schnelle Riffs und ebenso schnelles Schlagzeugspiel, häufig werden Blastbeats gespielt und die Doublebass verwendet. Zahlreich vertreten sind auch kurze zweistimmige, dissonante Gitarrenparts (vgl. Slayer).

## Bandname
Der Name der Band stammt aus dem 1989 von William S. Burroughs verfassten Text Apocalypse und soll aussagen, dass der Fortschritt bzw. der Erfolg der Menschheit die Erde unterdrückt und kontinuierlich zerstört, was auf Dauer zwangsläufig den Weltuntergang (Apokalypse) zur Folge haben wird.

## Diskografie
- 2007: Subhuman Empire (EP, Debello Recordings)
- 2009: The Grand Partition and the Abrogation of Idolatry (Album, Nuclear Blast)